# ライラの冒険
『ライラの冒険』（ライラのぼうけん、原題：His Dark Materials）は、フィリップ・プルマン作の三部作のファンタジー小説。第1部「黄金の羅針盤」（1995年）、第2部「神秘の短剣」（1997年）、第3部「琥珀の望遠鏡」（2000年）からなる。

## 概要
現実世界と良く似た別世界に住む11歳の少女ライラ・ベラクアと、我々の世界に住む12歳の少年ウィル・パリーを中心に、無数に存在するパラレルワールドを旅する冒険ファンタジー小説である。
第3部「琥珀の望遠鏡」は2001年、イギリスの文学賞・ウィットブレッド賞（現コスタ賞）の大賞を児童文学として初めて受賞した。
プルマンは「お金のために続編を書く気はない」としていたが、2003年に実質的には続編にあたる短編『Lyra's Oxford』を発表し、さらに2008年にはスピンオフ小説として、若きリー・スコーズビーとイオレク・バーニソンを中心とした『Once Upon a Time in the North』を発表し、2020年には『Lyra's Oxford』の続編にあたる短編『Serpentine』を発表している。また、2017年よりスピンオフの三部作『The Book of Dust (邦題：ブック・オブ・ダスト)』を発表している。

## あらすじ
物語は我々の世界に良く似てはいるが、人間にはみな分身ともいえる動物「ダイモン」がついており、魔女やよろいグマなどが住んでいる世界から始まる。オックスフォード大学のジョーダン学寮に住むライラの周りで、子どもたちが連れ去られる事件が相次ぐ。ゴブラーという組織が北極で子どもたちを何かの実験に使っているという噂。ライラの親友ロジャーもさらわれ、叔父のアスリエル卿も失踪する。ライラと彼女のダイモンのパンタライモンは、船上生活者ジプシャンたちとともに、ロジャーやその他の失踪した子どもたちや、アスリエル卿を救出するために、学寮長から渡された「真理計(アレシオメーター)」を手に、北極へと旅立つ。

## 登場人物

### 主要人物
ライラ・ベラクア / ライラ・シルバータン（Lyra Belacqua / Lyra Silvertongue）
オックスフォードの名門ジョーダン学寮で暮らす少女。物語開始時には11歳。非常に快活で腕白な性格であり、学寮に住む学者たちも手を焼いていた。ダイモンはオコジョのパンタライモン（Pantalaimon）（愛称パン）。真理計を読むことが出来る特別な能力を持つ。嘘をつくのが非常に上手く、イオレクから「雄弁」を意味するシルバータンの名を与えられた。
ウィル・パリー（Will Parry）
『神秘の短剣』より登場する、もう一人の主人公。初登場時、12歳。神秘の短剣の守り手として選ばれ、父ジョン・パリー（John Parry）を探すためにライラと共に旅をする。
アスリエル卿（Lord Asriel）
ライラの実の父親。当初はライラの叔父と偽っていた。パラレルワールドを分かつ壁を破壊しオーソリティの打倒を目指す。ダイモンはユキヒョウのステルマリア（Stelmaria）。
マリサ・コールター（Marisa Coulter）
ライラの母親で、献身評議会の指揮を執っている。残忍かつ冷酷な性格で、娘ライラに対し捻くれた愛情を抱いている。ダイモンは金色のサル。

### ライラの仲間と関係者
イオレク・バーニソン（Iorek Byrnison）
パンサービョルネ。本来はクマの王となるはずだったが、イオファーの策略により掟破りの汚名を着せられスバールバルを追放される。さらにトロールサンドの人間に騙され、よろいを奪われてしまう。戦士としても、鍛冶師としても非凡な才能を持っている。
リー・スコーズビー（Lee Scoresby）
テキサスの気球乗り。イオレクとはかつての戦友である。ダイモンはホッキョクウサギのヘスター（Hester）。
セラフィナ・ペカーラ（Serafina Pekkala）
エラナ湖地区の魔女一族のリーダーで、ライラたちに協力する。ダイモンはカイサ（Kaisa）という名のハクガン。
スタニスラウス・グラマン（Stanislaus Grumman）
北方の探索中に行方不明になった探検者。ダイモンはミサゴのサヤン・コトル（Sayan Kotor）。
ロジャー・パースロー（Roger Parslow）
ライラの親友で、ジョーダン学寮の厨房下働きの少年。ダイモンの名はサルシリア（Salcilia）。
ジョン・ファー（John Faa）
ジプシャンの統領。
ファーダー・コーラム（Farder Coram）
ジプシャンの賢者。かつてセラフィナと恋仲だったことがある。ダイモンは、美しい毛色をしたネコ。
マ・コスタ（Ma Costa）
ジプシャンで、ライラの乳母。
メアリー・マローン博士（Dr Mary Malone）
ウィルの世界に住む学者。シャドー粒子の研究を行っていた。
ルタ・スカジ（Ruta Skadi）
ラトビアの魔女の女王。かつてアスリエル卿と恋仲だったことがある。ダイモンはセルジ（Sergi）という名のオガワコマドリ。

### 天使
オーソリティ（The Authority）
「創造神」を自称する最初に誕生した天使。
メタトロン（Metatron）
オーソリティの摂政である天使。元はエノクという名の人間だった。
バルサモス（Balthamos）
オーソリティに反旗を翻した天使の一人。バルクと愛し合っている。
バルク（Baruch）
オーソリティに反旗を翻した天使の一人。元は人間で、エノクの弟だった。

### アスリエル卿の協力者
ローク卿（Lord Roke）
ガリベスピアンで、アスリエル卿の偵察部隊の隊長。
シュバリエ・ティアリス（Chevalier Tialys）
アスリエル卿の部下で、ガリベスピアンの偵察部隊の一人。
レディ・サルマキア（Lady Salmakia）
アスリエル卿の部下で、ガリベスピアンの偵察部隊の一人。
オグンウェ王（King Ogunwe）
アスリエル卿の軍に参加したアフリカの王。
ザファニア（Xaphania）
かつてオーソリティの真実に気づき反旗を翻した天使。アスリエル卿に協力する。
テウクロス・バシレイデス（Teukros Basilides）
アスリエル卿の味方についた学者。真理計を読むことが出来る。

### 規律監督法院
ヒュー・マクフェイル（Hugh MacPahil）
規律監督法院の院長。
フラ・パベル（Fra Pavel）
規律監督法院に所属する聖職者。真理計を読むことが出来る。ダイモンはカエル。
ゴメス神父（Father Gomez）
規律監督法院の中で最年少の神父。ダイモンは虫（形状や体色からタマムシと思われる）。

### その他
イオファー・ラクニソン（Iofur Raknison）
スバールバルのクマの王。イオレクを追放し、王位に就いた。人間のように振舞うことを好み、自らのダイモンを欲している。
カルロ・ボーリアル卿 / チャールズ・ラトロム卿（Lord Carlo Boreal / Sir Charles Latrom）
コールター夫人の愛人。別世界へ続く窓を見つけ、並行世界を行き来するようになる。ライラの世界ではボーリアル卿、ウィルの世界ではチャールズ卿を名乗っていた。ダイモンはヘビ。
アタル（Atal）
メアリーの親友であるザリフ。
アーマ（Ama）
牛飼いの娘。ライラを助けるためにウィルに協力する。ダイモンの名前はクーラン（Kulang）。
ハーピー（Harpy）
死者の国に住む魔物。ハーピーというのはあくまでウィルが見た目から勝手に名づけたもので、本来の名前はない。

## 世界観

### 登場する種族
ジプシャン（Gyptians）
船上で暮らす民族。エジプト人、ジプシー
パンサービョルネ（Panserbjørne ）
北極に住む、よろいをつけたクマ。
魔法使い（Witches）
北方で自然と共存して暮らす一族。寿命は非常に長く、何百年と生きる者もいる。雲マツの枝（クラウドバイン）にまたがって空を飛び、また自らのダイモンを遠く引き離すことが出来る。人間の男性と交際することもあり、さらにその子を産むこともある。その子は男であった場合は人間に、女であった場合は魔女となる。
ガリベスピアン（Gallivespians）
身長約20センチの種族。トンボを育て、それに乗って移動する。毒のあるけづめを持ち、大きな生物にも対抗することが出来る。
ミュレファ（Mulefa）
異世界でメアリーが出会った種族。ひし形の骨格を持ち、前後に木の実から作られた車輪をつけている。また、長い鼻を持ち、それを人間の手のように動かして作業を行う。ミュレファは集団を表す言葉であり、個々人はザリフ（Zalif）と呼ばれる。
トゥアラピ（Tualapi）
ミュレファと同じ世界に住む、巨大な白い鳥。ミュレファの天敵である。
天使（Angels）
オーソリティを頂点とし、クラウデッド・マウンテンを本拠とする種族。肉体を持たないため、人間よりも弱い。
スペクター（Spectre）
チッタガーゼを中心として、人間の魂を食らう魔物。子供はその対象にはならず、大人のみを狙う。
崖鬼/クリフ・ガースト（Cliff Ghasts）
断崖に生息する魔物。知能は低い。

### 登場組織
規律監督法院（Consistorial Court of Discipline）
教権機関の一つ。
総献身評議会（General Oblation Board）
教権機関の一つ。頭文字を取りゴブラー（Gobbler）と呼ばれている。コールター夫人の考案によって設立された。子供を北方の地ボルバンガーへ連れ去り、様々な実験を行っている。
聖霊の業協会（Society of the Work of the Holy Spirit）
教権機関の一つ。規律監督法院とは対立している。

### 用語
ダスト（Dust）
空から降り注ぐ粒子。人間の目では見ることが出来ず、特殊なカメラを利用して観察する。どの世界にも存在し、ルサコフ粒子・シャドー粒子・スラフなど様々な名前で呼ばれている。
ダイモン（Dæmons）
ライラの世界において、全ての人間が持つ守護精霊。子供のダイモンは姿が定まらず自由に変化することが出来るが、大人になるとその人間の本性を表した姿に定まる。
真理計/アレシオメーター（Alethiometer）
羅針盤のような形状をした道具で、使用者に真実を伝えるといわれている。現存するのはわずかで、また読むことが出来る者も数少ない。
神秘の短剣（The Subtle Knife）
この世の全てを切ることが出来るという短剣。
天然磁石共鳴器（Lodestone Resonator）
ガリベスピアンのスパイが通信手段として用いる装置。量子テレポーテーションを利用していると説明されている。

## 評価
1995年に第1部『黄金の羅針盤』が、カーネギー賞を受賞。また2007年には同賞の70周年を記念した過去受賞作の中の最高傑作を一般からのオンライン投票で選定する企画で1位となり、「Carnegie of Carnegies」に選定された。2001年には第3部『琥珀の望遠鏡』がウィットブレッド賞の児童文学部門賞と大賞を受賞している。児童文学部門賞受賞作が大賞に選ばれたのは、この作品が史上初である。
高い評価の一方で、特に北米において一部のキリスト教団体から抗議を受けている。異端であるグノーシス主義や、ミルトンの『失楽園』の大きな影響を受けたこの作品では、ライラの住むパラレルワールドで信仰されているキリスト教の神が、創造主を僭称する一天使であったと描かれ、また物語の後半では、その「神」や天国への反乱が主要なモチーフとなる。原罪は否定され、死者の世界は「天国」などではなく、ライラとウィルは死者の解放を目指すことになる。作品中で描かれるパラレルワールドの教会は実際にはカトリック教会ではないが、カトリック連盟など北米の一部のキリスト教系人権団体などが、「作品中の教会がカトリック教会を彷彿とさせる上に、聖職者が狂信的な敵として常に否定的に描かれている」と主張して、「反キリスト教的」「反カトリック」あるいは「子供に無神論を教え込むための作品」だと抗議している。2007年12月の映画公開前には、チェーンメールなどの手法により、「団体の主張するところの無神論者」による原作および映画化作品のボイコットを求める運動を展開した。これに対し、作者のプルマンは「無神論を勧めているなんてばかげた話だ」と述べている。
その一方で、ヨーロッパでは大きな議論を呼ぶこともなく、イギリス聖公会のウィリアムズ・カンタベリー大主教やスコットランド教会などからは、プルマンの主張は、宗教組織の教条主義や、宗教による抑圧に対する批判であり、キリスト教やその他の宗教そのものに対する批判ではないとの擁護もある。

## 映画化
『ロード・オブ・ザ・リング』を手がけたニュー・ライン・シネマによって映画化。『ライラの冒険 黄金の羅針盤』は、2007年12月7日、日本では2008年3月1日に公開。監督・脚本は『アバウト・ア・ボーイ』のクリス・ワイツ、撮影はヘンリー・ブラハム、音楽はアレクサンドル・デプラ、出演者は新人のダコタ・ブルー・リチャーズ（ライラ）、ニコール・キッドマン（コールター夫人）、ダニエル・クレイグ（アスリエル卿）、エヴァ・グリーン（セラフィナ・ペカーラ）、サム・エリオット（リー・スコーズビー）等。小道具の製作に（例えば羅針盤だけで）実際の鍛冶まで用意し非常に潤沢な予算をかけた。
本来は3部作の予定であったが、2008年10月、続編2作の制作について、制作会社は無期限で延長することを決定したとContactmusic.comが伝え、制作が打ち切られたことが発表された。理由として当初は世界的な金融危機の影響が指摘されていた。しかし2009年12月、制作会社から続編の制作について断念することが発表された。このときには理由として北米カトリック連盟が「子供に対し無神論を奨励する映画だ」などとしてボイコット運動を展開したことからアメリカにおける興行収入が振るわなかったからとされ、原作者であるフィリップ・プルマンが遺憾の意を述べる事態となっている。

## ドラマ化
2018年3月、米HBOと英BBCが主演ダフネ・キーンと製作総指揮トム・フーパーによるテレビシリーズを英国TVシリーズ史上最高額の予算を投じて共同制作すると報じられた。
タイトルは『His Dark Materials』（邦題: ダーク・マテリアルズ/黄金の羅針盤）。シーズン1全8話がBBCで2018年11月3日から、HBOで11月4日から放送された。日本ではBS10スターチャンネルで2020年2月17日から放送され、Amazonプライム・ビデオ「スターチャンネルEX」で2月18日から配信された。その後シーズン3まで制作された。